# Lythrurus umbratilis
Lythrurus umbratilis е вид лъчеперка от семейство Шаранови (Cyprinidae).

## Разпространение
Видът е разпространен в Канада и САЩ.